# Lawful Drug
Lawful Drug (合法ドラッグ, Gōhō Doraggu, litt. Médicament légal) est un manga dessiné par Mick Nekoi et écrit par Nanase Okawa, du groupe CLAMP. Le manga a été prépublié entre 2001 et 2003 dans le magazine Monthly Asuka de l'éditeur Kadokawa Shoten, et a été compilé en trois tomes. La version française est éditée en intégralité par Tonkam.
La suite directe intitulée Drug & Drop (ドラッグ＆ドロップ) est en cours de publication depuis novembre 2011 dans le mensuel Young Ace de Kadokawa Shoten,. La version française est éditée par Kazé.

## Synopsis
Kazahaya Kudo, un jeune homme de dix-sept ans, affamé, sans abri et transi de froid en cette nuit de Noël, déambule dans la neige. Il est miraculeusement recueilli par un autre jeune homme du même âge appelé Rikuo Himura. Un mois plus tard, ils partagent toujours le même appartement. Bien que Rikuo soit taciturne et souvent pédant, Kazahaya a fini par s'habituer à cette vie en colocation et ne songe pas à y mettre un terme. Tous deux travaillent pour Green Drug, une pharmacie tenue par l’étrange Kakei. Ce dernier, en gérant bienveillant et soucieux de ses employés, permet aux deux jeunes gens de gagner quelques primes en acceptant d’autres « jobs » un peu plus passionnant que le rangement et la vente de médicaments. Il s'agit souvent de missions un peu spéciales où il leur est demandé de retrouver des personnes ou des objets spécifiques. Bien entendu, cela n'est pas sans risque et certains dangers les guettent. Seulement, Kazahaya et Rikuo sont les seuls à pouvoir s'acquitter de ces missions : par apposition des mains sur une simple photo, Kazahaya peut localiser l'objet ou la personne représentés, tandis que Rikuo a la faculté de détruire de petits objets par la pensée.
Au fil des affaires, Kazahaya va peu à peu s'interroger sur les agissements de Green Drug et sur ces implications dans le monde de l'occulte.

## Personnages

### Personnages principaux
- Kazahaya Kudo (栩堂 風疾, Kudō Kazahaya?)
- Rikuo Himura (火群 陸王, Himura Rikuō?)
- Kakeï (花蛍?)
- Saïga (斎峨?)

### Personnages secondaires
- Satoru Nayuki (名雪 智, Nayuki Satoru?)
- Keï Kudo (栩堂 炯, Kudō Kei?)
- Tsukiko (月湖?)
- La femme et le figuier aux poissons
- La fille aux jonquilles
- Mukoufugiwara
- L'enfant vampire

### Personnages des autres œuvres de CLAMP
- Hinata Asahi (J'aime ce que j'aime)
- Shirō Asō (J'aime ce que j'aime)
- Kimihiro Watanuki (xxxHOLiC)
- Kohaku/Ambre (Wish)
- Koryuu/Grenadin (Wish)
- Kokuyo/Obsidian (Wish)
- Hisui/Jade (Wish)
- Shuichiro kudo (Wish)

## Liste des volumes

### Lawful Drug
| no | Japonais         | Japonais            | Français        | Français      |
| no | Date de sortie   | ISBN                | Date de sortie  | ISBN          |
| -- | ---------------- | ------------------- | --------------- | ------------- |
| 1  | 30 mai 2001      | 4-04-853341-X-C0979 | 1 novembre 2003 | 2-84580-395-8 |
| 2  | 27 juin 2002     | 4-04-853519-6-C0979 | 7 décembre 2003 | 2-84580-396-6 |
| 3  | 1 septembre 2003 | 4-04-853668-0-C0979 | 17 juin 2004    | 2-84580-496-2 |

Une réédition a vu le jour entre le 4 octobre 2011 et le 4 novembre 2011 au Japon,,. Cette nouvelle édition a été publiée par Tonkam entre juin et octobre 2013,,.

### Drug & Drop
| no | Japonais        | Japonais          | Français         | Français          |
| no | Date de sortie  | ISBN              | Date de sortie   | ISBN              |
| -- | --------------- | ----------------- | ---------------- | ----------------- |
| 1  | 4 février 2013  | 978-4-04-120487-0 | 12 juin 2013     | 978-2-82030-544-2 |
| 2  | 23 octobre 2013 | 978-4-04-120872-4 | 18 décembre 2013 | 978-2-82030-758-3 |